# سكاري ماتيلا
سكاري ماتيلا (بالفنلندية: Sakari Mattila) (14 يوليو 1989 بتامبيري في فنلندا - ) هو لاعب كرة قدم فنلندي في مركز الوسط. شارك مع منتخب فنلندا تحت 17 سنة لكرة القدم ومنتخب فنلندا تحت 19 سنة لكرة القدم ومنتخب فنلندا تحت 21 سنة لكرة القدم ومنتخب فنلندا لكرة القدم. أما مع النوادي، فقد لعب مع نادي أسكولي ونادي أودينيزي ونادي أوليسوند ونادي بيلينزونا ونادي فولهام ونادي هلسنكي وKlubi 04 ‏.

## وصلات خارجية
- سكاري ماتيلا على موقع الاتحاد الدولي (مؤرشف)  (الإنجليزية)
- سكاري ماتيلا على موقع الاتحاد الأوربي (الإنجليزية)
- سكاري ماتيلا على موقع قاعدة بيانات كرة القدم.إي يو (الإنجليزية)
- سكاري ماتيلا على موقع ناشيونال فوتبول تيمز (الإنجليزية)
- سكاري ماتيلا على موقع Soccerbase.com (لاعب) (الإنجليزية)
- سكاري ماتيلا على موقع Soccerway.com (الإنجليزية)
- سكاري ماتيلا على موقع عالم كرة القدم.نت (الإنجليزية)